# Charles Frank
Charles Reser Frank (Olympia, 17 aprile 1947) è un attore statunitense.

## Carriera
Dal 1970 al 1995, ha interpretato il Dr. Jeff Martin nella soap opera della ABC La valle dei pini.
Nel 1977, recita insieme a Deborah Winters e Claude Akins nell'horror televisivo Tarantulas: il volo della morte, diretto da Stuart Hagmann.
Nel 1979, è apparso in quattro episodi nella miniserie della CBS Una storia del West. Nel 1982, interpreta Stanley Beck nella serie di breve durata Filthy Rich, una parodia di Dallas e Dynasty. Dal 1983 al 1984 recita al fianco di Dennis Weaver nella serie della CBS Navy.
Altri suoi crediti cinematografici includono The One and Only, The Other Side of the Mountain Part 2 e Mrs. Delafield Wants to Marry. Nel 1983 interpreta l'astronauta Scott Carpenter nella versione cinematografica del romanzo di Tom Wolfe Uomini veri.

## Filmografia parziale
- Barney Miller – serie TV, un episodio (1976)
- Laverne & Shirley – serie TV, 2 episodi (1976)
- Barnaby Jones – serie TV, 2 episodi (1976-1977)
- M*A*S*H – serie TV, 2 episodi (1976-1978)
- Wonder Woman – serie TV, 2 episodi (1976)
- Love Boat (The Love Boat) – serie TV, 5 episodi (1977-1985)
- Hawaii Squadra Cinque Zero (Hawaii Five-O) – serie TV, un episodio (1977)
- Colombo (Columbo) – serie TV, episodio 7x01 (1977)
- Tarantulas: il volo della morte (Tarantulas: The Deadly Cargo), regia di Stuart Hagmann – film TV (1977)
- Il giovane Maverick (Young Maverick) – serie TV, 8 episodi (1979-1980)
- Lo zio d'America (Filthy Rich) – serie TV, 15 episodi (1982-1983)
- Uomini veri (The Right Stuff), regia di Philip Kaufman (1983)
- Navy – serie TV, 22 episodi (1983-1984)
- Detective per amore (Finder of Lost Loves) – serie TV, un episodio (1984)
- La signora in giallo (Murder, She Wrote) – serie TV, episodi 2x07-8x05 (1985-1991)
- Mamma ho acchiappato un russo (Russkies), regia di Rick Rosenthal (1987)
- L.A. Law - Avvocati a Los Angeles (L.A. Law) – serie TV, 3 episodi (1988)
- Falcon Crest – serie TV, 7 episodi (1988)
- Una famiglia come le altre (Life Goes On) – serie TV, 4 episodi (1990-1991)
- Dallas – serie TV, un episodio (1991)
- Matlock – serie TV, 2 episodi (1991-1993)
- Ragionevoli dubbi (Reasonable Doubts) – serie TV, 4 episodi (1992-1993)
- Liz, la diva dagli occhi viola (Liz: The Elizabeth Taylor Story), regia di Kevin Connor – miniserie TV (1995)

## Doppiatori italiani
Nelle versioni in italiano delle opere in cui ha recitato, Charles Frank è stato doppiato da:
- Romano Ghini in Uomini veri
- Renato Cecchetto in Navy
- Francesco Pannofino in La signora in giallo (ep. 2x07)
- Oliviero Dinelli in La signora in giallo (ep. 8x05)